# Spidi
Peter Wetzel (* 27. Dezember 1966 in Sursee; † 26. Juli 2018 in Aarau), bekannt unter dem Künstlernamen Spidi, war ein Schweizer Clown, der als Symbolfigur des Circus Knie landesweit bekannt war.
Der kleinwüchsige Wetzel lief als Jugendlicher aus Furcht vor dem gewalttätigen, alkoholabhängigen Vater von zuhause weg und tauchte während sechs Jahren unter. Seit 1994 gehörte er dem Circus Knie an und war in verschiedenen Rollen Teil des Programms. Bekannt wurde er auch als stets fröhlicher Verkäufer der Programmhefte vor insgesamt rund 8000 Vorstellungen.
Im Sommer 2018 starb er im Alter von 51 Jahren durch Suizid. Die Zirkusangehörigen und mehrere hundert Personen gedachten seiner in einem Gottesdienst mit Zirkuspfarrer Ernst Heller im Zirkuszelt auf der Berner Allmend.